# Doga (hudební skupina)
Doga je česká hardrocková hudební skupina, která byla založena v roce 1988. Hlavním zakladatelem byl kytarista Roman „Izzi“ Izaiáš, který se postupem času stal výraznou tváří kapely a výhradním autorem písní. Skupina hraje styl hard rock a heavy metal.

## Historie
Debutové album kapela vydala na jaře 1993 u ostravského vydavatelství Marco Music Box a dostalo název Doga. Na albu se objevil pozdější hit „Nejsi nevinná“. Následovalo koncertování a v roce 1994 došlo ke změně na postu kytaristy. Petra Nastulczyka nahradil Jirka Tomíček, kterého po roce nahradil Lumír Krpec. Druhé album vyšlo u nakladatelství BEST I.A. Petra Jandy. V roce 1998 předskakovali na společném koncertu v Ostravar Aréně kapelám Uriah Heep a Slade. Třetí album Já se na to!! vyšlo roku 1999. Čtvrtá deska Jsem trochu divnej vyšla již pod velkou nahrávací společností Warner Music v roce 2001. Při natáčení klipu k titulní skladbě musel být zablokován Nuselský most, a to během dopravní špičky. V druhém klipu k písni „Holka samosexuál“ hraje bývalá pornohvězda Paula Wild. Na propagační turné k desce vyrazili se skupinou Kabát. Na podzim potom kapela vyjela na turné se skupinou Krucipüsk. Na albu Když chlapi tančí se textařsky podílel i Jaromír Nohavica.

## Sestava
- Roman „Izzi“ Izaiáš – zpěv, kytara
- Lumír „Lumos“ Krpec – kytara (od 1995)
- Josef „Pepsi“ Inger – basová kytara (od 2005)
- Petr „Mrňus“ Vajda – bicí

Bývalí členové
- Petr Nastulczyk – kytara (do 1994)
- Jiří Tomíček – kytara (1994-1995)
- Josef Šiko – basová kytara (do 2005)

## Diskografie
- Doga (1993)
- No a co!! (1996)
- Já se na to... (1999)
- Jsem trochu divnej (2001)
- Když chlapi tančí (2003)
- Love vole (2006)
- Fuckt Best Of 2 CD (2008)
- Karikatury (2009)
- Hoď si to (2011)
- Detox (2015)
- Hard werk (2017)
- Rock Ride (2019)
- Respekt (2021)